# Phyllanthus leptocaulos
Phyllanthus leptocaulos är en emblikaväxtart som beskrevs av Johannes Müller Argoviensis. Phyllanthus leptocaulos ingår i släktet Phyllanthus och familjen emblikaväxter. Inga underarter finns listade i Catalogue of Life.